# Сухой Еланец
Сухой Еланец (укр. Сухий Єланець) — село в Новоодесском районе Николаевской области Украины.
Основано в 1871 году. Население по переписи 2001 года составляло 1002 человек. Почтовый индекс — 56640. Телефонный код — 5167. Занимает площадь 2,868 км².

## Местный совет
56640, Николаевская обл., Новоодесский р-н, с. Сухой Еланец, ул. Каганова, 37